# Lee Rogers Berger
Lee Rogers Berger, né le 22 décembre 1965 à Shawnee Mission, au Kansas, est un paléoanthropologue américain établi en Afrique du Sud. Il est connu pour ses découvertes et descriptions de deux nouvelles espèces d'Hominina : Australopithecus sediba (2008-2010) et Homo naledi (2013-2015).

## Formation
Après avoir obtenu en 1989 un Bachelor of Arts (BA) en anthropologie de l'université du Sud de la Géorgie, aux États-Unis, Lee Berger étudie à partir de 1989 la paléoanthropologie en Afrique du Sud sous la direction de Phillip Tobias, à l'université du Witwatersrand de Johannesbourg.
Il obtient en 1994 un doctorat en paléoanthropologie de l'université du Witwatersrand.

## Carrière
Lee Berger devient chercheur postdoctoral au département d'anatomie et biologie humaine de l'université du Witwatersrand en 1995. Entre 1996 et 1997, il travaille comme directeur du groupe de recherche en paléoanthropologie du département de sciences anatomiques de l'université.
À la fin des années 1990, il retourne brièvement aux États-Unis, acceptant des postes de professeur auxiliaire dans les départements d'anthropologie de l'université Duke (1997) puis à l'université de l'Arkansas (1998).
En 1999, il devient le directeur de l'unité de paléoanthropologie à l'Institut de paléontologie de l'université du Witwatersrand.

## Travaux
Lee Berger fait partie de l'équipe ayant fait la première découverte, en 1992, d'un fossile d'Australopithecus africanus dans la grotte de Gladysvale, près de Sterkfontein, en Afrique du Sud. En 1995, il copublie un article dans lequel il défend l'hypothèse selon laquelle l'enfant de Taung, daté d'environ 2,5 millions d'années, a été tué par un oiseau de proie.
En 2006, lors de vacances avec sa famille, Lee Berger explore la grotte de Ucheliungs, aux iles Palaos, en Micronésie, et découvre des ossements fossiles d'un groupe d'hommes modernes de petite taille, désignés comme l'Homme de Palaos.
Lee Berger est depuis 2008 un acteur important de la recherche sur l'histoire évolutive de la lignée humaine.

### Australopithecus sediba
En 2008, lors d'une promenade d'observation du sol avec son fils de 9 ans, Matthew Berger, et ses deux chiens dans les plateaux calcaires du Gauteng, qui comptent un ensemble de sites paléontologiques inscrits au Patrimoine mondial, au nord-ouest de Johannesbourg, Lee Berger découvre dans un vallon calcaire autrefois exploité comme pierre à chaux par des mineurs gallois, dans la continuité de la grotte de Malapa, des débris d'os fossiles recouverts de calcite. Après une inspection de surface minutieuse, puis en descendant dans une cavité, il découvre une mandibule fossile ainsi qu'une clavicule appartenant à un Hominina mâle juvénile. L'étude d'une canine révèle une combinaison de caractères archaïques et dérivés.
Peu de temps après, Berger découvre le squelette partiel d'un individu adulte femelle de la même espèce, et probablement du même clan. Le squelette MH2 est l'un des squelettes les plus complets connus d'Hominina, après Little Foot. Les os remarquablement préservés sur le site incluaient un bassin, un pied, une main droite complète et deux crânes.
Un examen plus approfondi des restes révèle qu'ils possèdent une combinaison de caractères des genres Australopithèque et Homo. Berger et ses collègues ont nommé cette nouvelle espèce Australopithecus sediba, sediba signifiant « source » en langue Sesotho et désignant le ruisseau s'écoulant dans le vallon où se trouve la grotte. La datation par l'uranium combinée au paléomagnétisme a donné un âge de 1,977 millions d'années.
Sur la base d'une mosaïque de caractères archaïques et dérivés présentés par les fossiles, Lee Berger a émis l'hypothèse selon laquelle Australopithecus sediba pourrait être un ancêtre du genre Homo. Cette thèse a été contredite par la découverte en 2013 de la mandibule fossile partielle LD 350-1 en Éthiopie, à la fois plus ancienne et plus proche du genre Homo.

### Homo naledi
Conscient du petit nombre de fossiles anciens d'Hominina connus, Lee Berger s'attache en 2013 les services d'un ancien prospecteur et aventurier-baroudeur, auquel il offre une moto. Ce dernier a pour mission d'explorer inlassablement les sites des hominidés fossiles d'Afrique du Sud et les autres cavités du secteur, en les cartographiant de manière technique et fine. S'attachant le concours d'amis spéléologues, le motard-prospecteur envoie deux spéléologues aux fins squelettes dans les grottes de Rising Star, où, à travers un boyau et une anfractuosité, l'un d'eux débouche sur une vaste salle, où il aperçoit de nombreux ossements fossiles jonchant le sol et insérés dans les parois, couverts de calcite.
En 2013 et 2014, Lee Berger organise des fouilles dans les grottes de Rising Star avec des recrues spéléologues minces, capables de se glisser dans un boyau de moins de 20 cm de large. Lee Berger, de stature plus massive, est incapable d'y pénétrer et s'installe devant son écran de contrôle, alimenté par des caméras et un réseau filaire. La première année un grand nombre d'os de membres et un crâne à petit cerveau sont mis au jour. La seconde année complète la collecte au-delà de toute espérance, au point que les chercheurs ont parfois l'impression de mettre au jour une nécropole, préservant les morts des prédateurs. Au total, plus de 1 700 éléments fossiles sont découverts,.
En septembre 2015, Lee Berger annonce que ces fossiles appartiennent à une nouvelle espèce humaine, qu'il baptise Homo naledi, en référence au nom autochtone du lieu, naledi signifiant caverne étoilée. Homo naledi présente des traits le rapprochant à la fois des premiers représentants du genre Homo et des Australopithèques : le bas du corps et les mains évoquent le genre Homo, tandis que le haut du corps et le petit cerveau rappellent les Australopithèques. 

## Organismes et associations
Lee Berger fut le secrétaire de la Société royale d'Afrique du Sud en 1996 et 1997, et administrateur fondateur de la fondation Jane Goodall en Afrique du Sud.
Il devient membre de l'Association américaine pour l'avancement des sciences en 2001.
Il est membre de l'Académie des sciences d'Afrique du Sud.

## Honneurs et récompenses
Lee Berger a reçu le premier prix annuel de la National Geographic Society pour ses recherches en 1997.
Il a reçu en 2020 le Distinguished Eagle Scout Award.

## Publications (sélection)

### Ouvrages
- Lee Berger, John Hawks, Almost Human: The Astonishing Tale of Homo naledi and the Discovery That Changed Our Human Story, Washington, éd. National Geographic Society, 2017,  (ISBN 978-1-4262-1811-8)

### Articles
- (en) Lee R. Berger, Darryl J. de Ruiter, Steven E. Churchill, Peter Schmid, Kristian J. Carlson, Paul H. G. M. Dirks et Job M. Kibii, « Australopithecus sediba : A New Species of Homo-Like Australopith from South Africa », Science, vol. 328, no 328,‎ 2010, p. 195-204 (DOI 10.1126/science.1184944)
- (en) Lee R. Berger, John Hawks, et al., « Homo naledi, a new species of the genus Homo from the Dinaledi Chamber, South Africa », eLife, 2015, 4:e09560

## Vidéographie
- L'aube de l'humanité, documentaire TV de 98 minutes de Graham Townsley, réalisé par John Bredar, USA, Diffusion par Arte : sur les découvertes et la quête de fossiles de l'équipe du paléoanthropologue Lee Berger, notamment en 2008 et en 2013. Présentation de sa dernière équipe de fouilleurs spéléologues, essentiellement féminine et gracile, à l'origine de l'exhumation d'Homo naledi.